# Stephen LaBerge
Stephen LaBerge (1947) es un psicofisiologista estadounidense especializado en el estudio científico de los sueños lúcidos. En 1967 recibió su título de grado en matemáticas. Empezó a investigar los sueños lúcidos para su Doctorado en Psicofisiología en Universidad Stanford, el cual recibió en1980. Desarrolló técnicas para que él mismo y otros investigadores mejoraran su capacidad de tener sueños lúcidos, siendo la más notable la técnica MILD (Mnemonic Induction of Lucid Dreams), la cual usó en diversas formas de experimentación onírica.  En 1987, fundó The Lucidity Institute, una organización que promueve la investigación científica de los sueños lúcidos, así como cursos para el público general sobre como lograr tener sueños lúcidos.
A principios de la década de 1980, las noticias de los experimentos de Laberge usando la técnica de comunicarse, mientras soñaba, mediante movimientos oculares previamente acordados, con un colaborador que monitoreaba sus EEG, ayudaron a popularizar los sueños lúcidos en los medios estadounidenses.